# Linha 2 do Metropolitano de Paris

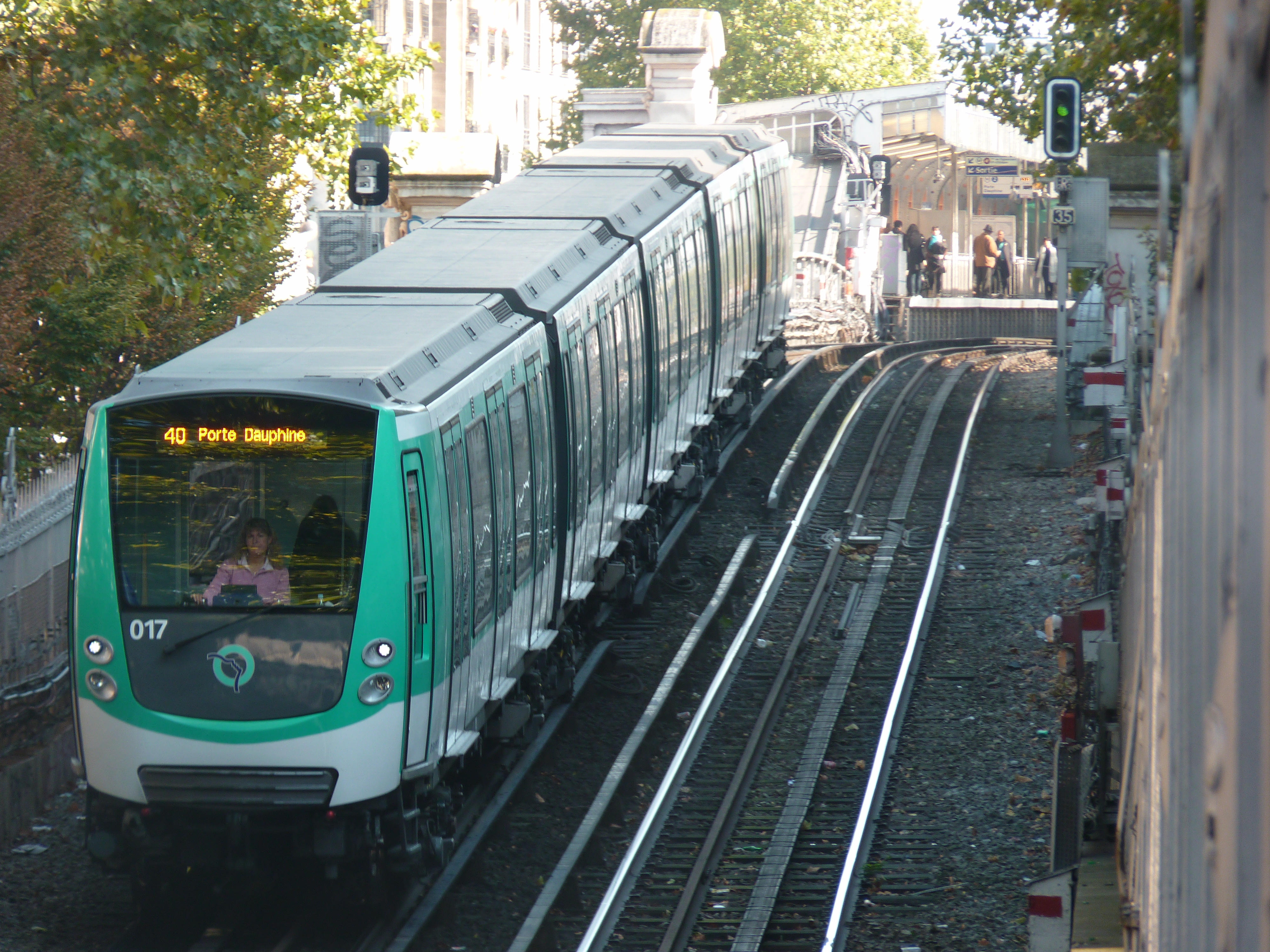
Trem MF 01 017 saindo da estação Barbès - Rochechouart.

A Linha 2 é uma linha do Metropolitano de Paris. Ela liga Porte Dauphine a Nation. Forma com a Linha 6 um anel.

## História
A Linha 2 foi inaugurada em 1900 indo de Porte Dauphine a Étoile. Passou a ser chamada de Linha 2 Nord depois que o trecho da Linha 1 de Étoile a Trocadéro tornou-se a Linha 2 Sud. Em 1903 a linha se estendeu para Nation. A linha passou a se chamar Linha 2 em 1907 quando a Linha 2 Sud foi incorporada à Linha 5, e mais tarde em 1942 foi incorporada à Linha 6. Com isso a linha com a Linha 6 passou a formar um anel.

## Estações

Plano da linha.

- Porte Dauphine
- Victor Hugo
- Charles de Gaulle - Étoile
- Ternes
- Courcelles
- Monceau
- Villiers
- Rome
- Place de Clichy
- Blanche
- Pigalle
- Anvers
- Barbès - Rochechouart
- La Chapelle
- Stalingrad
- Jaurès
- Colonel Fabien
- Belleville
- Couronnes
- Ménilmontant
- Père Lachaise
- Philippe Auguste
- Alexandre Dumas
- Avron
- Nation

## Turismo
A linha 2 oferece, assim como a linha 6, mas em menor grau, pontos de vistas de Paris graças a um trecho elevado entre as estações Anvers e Colonel Fabien. Pode se observar os bairros populares do norte da cidade, mas também a Bassin de la Villette, o Canal Saint-Martin e a Rotunda de La Villette do arquiteto Claude-Nicolas Ledoux, bem como, de longe, a Basílica de Sacré Cœur. Além disso, a linha tem várias entradas características de Art Nouveau projetadas por Hector Guimard, inscritas no inventário suplementar dos monumentos históricos. Seu terminal ocidental, Porte Dauphine, mantém uma entrada de vidro apelidada de "libélula".
A linha também atende de oeste a leste vários monumentos e bairros turísticos:
- o Bois de Boulogne e a Avenue Foch na estação Porte Dauphine;[5]
- a Avenue des Champs-Élysées e o Arco do Triunfo na estação Charles de Gaulle - Étoile;[6]
- a Salle Pleyel na estação Ternes;[7]
- o Parc Monceau na estação Monceau;[8]
- o Cemitério de Montmartre nas estações Place de Clichy e Blanche;[9]
- o bairro de Pigalle, conhecido pelo Moulin Rouge e seus estabelecimentos eróticos, nas estações Blanche e Pigalle;[10]
- a Butte Montmartre e a Basílica de Sacré Cœur na estação Anvers;[11]
- o Boulevard Barbès com o cinema Le Louxor e suas lojas de importados na estação Barbès - Rochechouart;[12]
- o bairro de Belleville e suas lojas asiáticas e exóticas na estação Belleville;[13]
- o Cemitério do Père-Lachaise, conhecido por suas sepulturas de celebridades, nas estações Père Lachaise e Philippe Auguste;[14]
- a Place de la Nation e as Colunas do Trono na estação Nation.